# Madre de Deus
Madre de Deus (parfois Madre Deus) est une localité de Sao Tomé-et-Principe située au nord-est de l'île de São Tomé, dans le district d'Água Grande. C'est une banlieue de la ville de Sao Tomé.

## Population
Lors du recensement de 2012, 2 469 habitants y ont été dénombrés.

## Culture
Une troupe (tragédia) de tchiloli y est hébergée.